# Sciara femoralis
Sciara femoralis är en tvåvingeart som beskrevs av Carl Ludwig Doleschall 1858. Sciara femoralis ingår i släktet Sciara och familjen sorgmyggor. Inga underarter finns listade i Catalogue of Life.